# Баликесір
Баликесір — місто в Північно-Західній Туреччині, неподалік від Мармурового моря, Адміністративний центр (району Меркез) провінції Баликесір. Населення — 265 747 осіб (2010). Середня висота над рівнем моря — 70 метрів.

## Історія
Протягом греко-турецької війни 1919–1922 місто було захоплене грецькими військами на строк більше 3 років. 6 вересня 1922 в місто ввійшла турецька армія, що ознаменувало повне приєднання міста до Турецької Республіки.

## Міста-побратими
| - Сіірт (Туреччина), з 2007 року - Швебіш-Галль (Німеччина), з 2006 року - Казань (Росія), з 1996 року |